# Kräcklingemästaren

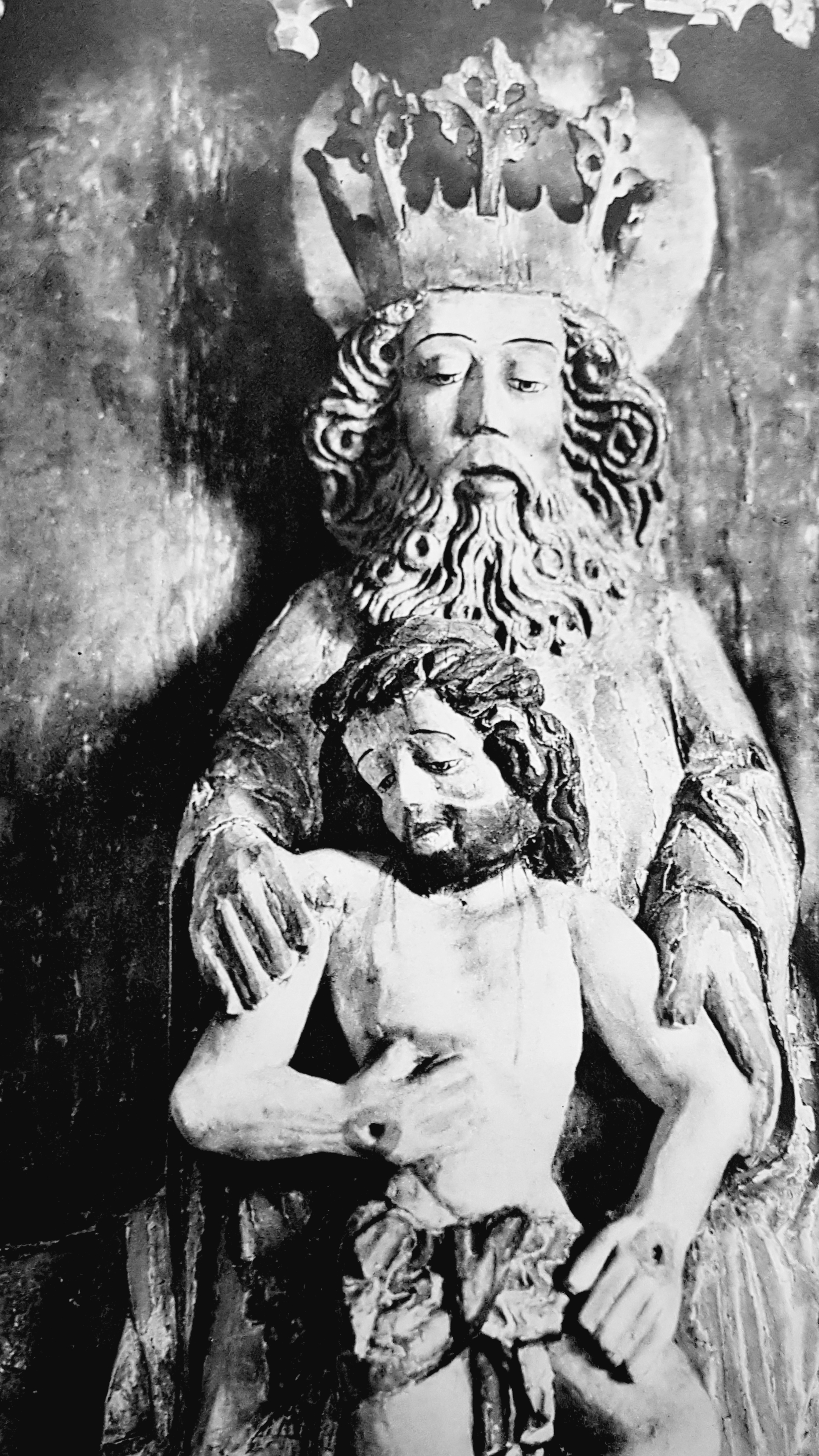
Detalj från ett av Kräcklingemästarens altarskåpr

Kräcklingemästaren är ett anonymnamn på en medeltida träkonstnär.
Under 1400-talets första fjärdedel skulpterade han ett triumfkrucifix för Kräcklinge kyrka. Skulpturen är snidad i lövträ där den snidade kristusbilden är fäst på ett kors som är utformat som ett stiliserat träd med avhuggna grenar. I samband med en kyrkorenovering överfördes korset till Örebro läns museum. Förutom korset tillskrivs han även något altarskåp.